# Mark Schuler
Mark Schuler (* 26. Dezember 1984) ist ein ehemaliger Schweizer Unihockeyspieler, der unter anderem beim Nationalliga-A-Verein HC Rychenberg Winterthur unter Vertrag stand.

## Karriere
Schuler stammt aus der Jugend des HC Rychenberg Winterthur und spielte in der Schweizer Nationalmannschaft sowie für verschiedene Vereine in der Nationalliga A.
Aktuell ist er Trainer der U21A des HC Rychenberg Winterthur sowie Assistenztrainer der Schweizer U19-Nationalmannschaft.